# القناص (مصارعة المحترفين)

يأمر السيد مكمان بقرع الجرس وفوز شون مايكل على الرغم من عدم إستسلام بريت هارت

القناص أو شاربشوتر ، المسمى أصلاً ساسوري-غاتامي ، عقد العقرب، مصطلح حركة إخضاع في مصارعة محترفة، تم اختراعها من قبل المصارع المحترف الياباني ريكي تشوشو ، باسم «عقد العقرب». تشبه هذه الخطوة العديد من حالات التعليق الأخرى: منها حركة كلوفرليف ربط-الساق، وحركة بوسطن كراب، حركة قفل الساق الشكل الرابعة عموماَ عُرفت شارب شوتر أيضًا أسماء أخرى، والبديل الأكثر شيوعًا هو قفل العقرب المميتة.اشتهرت في الولايات المتحدة من قبل المصارع الكندي المخضرم بريت "هيتمان" هارت ، الذي أطلق عليه اسم شاربشوتير ليناسب اسم المرحلة. الذي استخدم هذه الحركة على نطاق واسع في مهنته في دبليو دبليو إف وأعطاه الاسم الأكثر استخدامًا الآن. وقد شاع هذه الخطوة أيضًا في الولايات من قِبل ستينج، ذا روك .
| القناص (مصارعة المحترفين) | يتم تنفيذ هذه الحركة عن طريق الأمساك بساقي الخصم المستلقي أرضاً وعقدهما حول ساق المصارع المنفذ. قلب الخصم على ظهره، ومن ثم سحب ساقي الخصم للخلف لإحداث الألم في الركبة والساقين وأسفل الظهر نتيجة الضغط العكسي المستمر لإخضاع الخصم. أثناء تطبيق الحركة يتمتع المنفذ بمجموعة متنوعة من المواقف التي تمكنه من السيطرة أكثر على الخصم ؛ أكثرها شيوعًا وضعية الوقوف والميل إلى الخلف أو الجلوس على ظهر الخصوم. | القناص (مصارعة المحترفين) |

## التاريخ والاختلافات

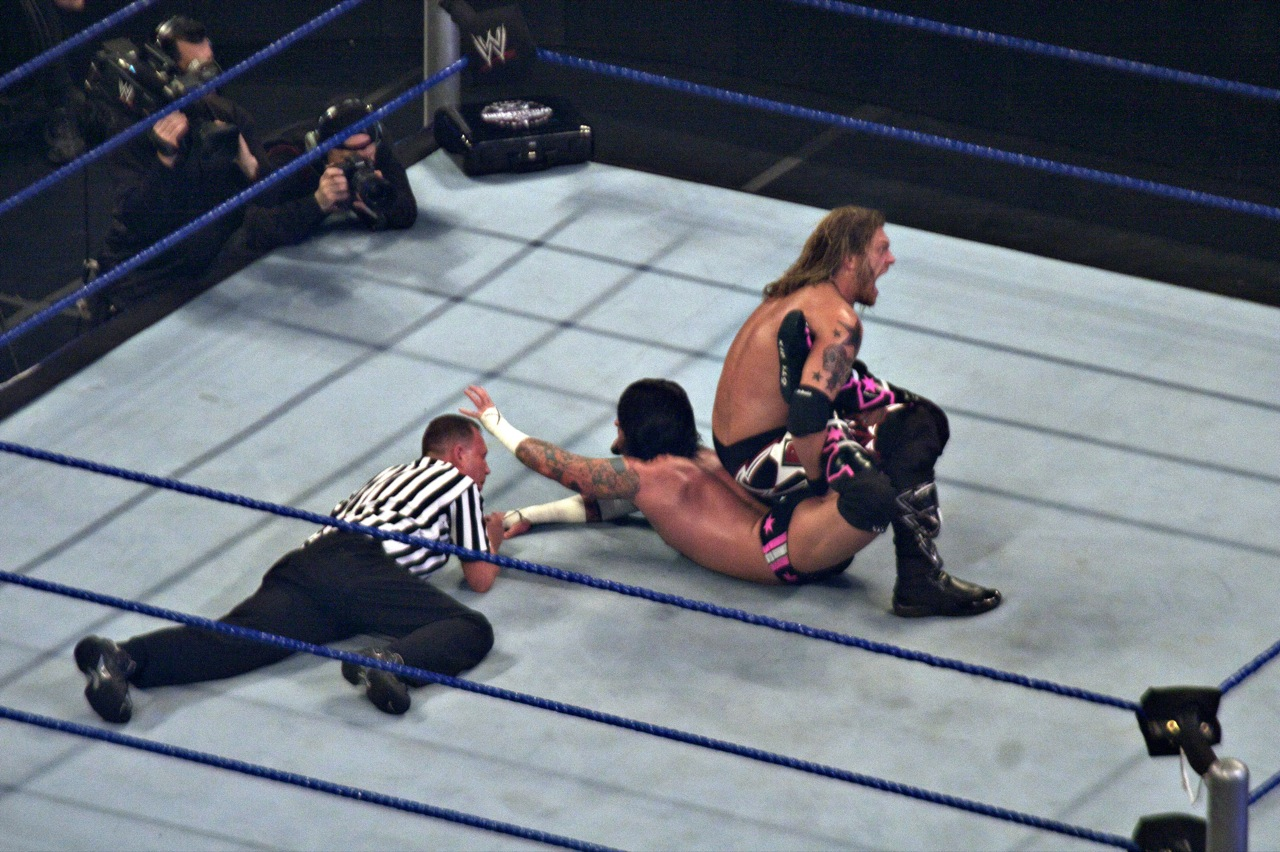
إيدج ينفذ حركته المميزة "شارب شوتر" على سي إم بانك

تم استخدام شارب شوتر بشكل شرير في مونتريال سكرو جوب في سلسلة سرفايفر سيريس في عام 1997. الحدث الرئيسي كان مباراة مصارعة قياسية لبطولة دبليو دبليو إف العالمية للوزن الثقيل، حيث دافع بريت هارت عن اللقب ضد شون مايكلز. في نهاية المباراة قام شون مايكلز بتطبيق حركة هارت الخاصة الأشهر شارب شوتر عليه. بطريقة مثيرة للجدل عندما أمر حكم المباراة إيرل هيبنر بإنهاء المباراة معلناً انتهاء المباراة لصالح شون مايكلز عن طريق الإخضاع بريت هارت ومنحة حزام بطولة الوزن الثقيل العالمي دبليو دبليو إي ، بالرغم من عدم استسلام بريت هارت في تلك اللحظة، وعلى الرغم من أنه لم يتم اطلاع بريت هارت أي معلومات أبدًا يمكن الإشارة إلى هذه اللحظة داخل كايفابي من خلال الأحداث المستقبلية المختلفة.